# Hans Martínez
Hans Alexis Martínez Cabrera (Santiago, 4 de janeiro de 1987) é um futebolista chileno que joga como zagueiro na Universidad Católica.

## Carreira
Formado na Universidad Católica, chegou na base do clube com apenas 11 anos de idade. Foi promovido em 2007 para a equipe profissional.

## Seleção Chilena
Martínez fez parte da Seleção Chilena que disputou o Campeonato Sul-Americano Sub-17 em 2005, e a Seleção Chilena que disputou o Torneio Internacional de Toulon em 2008.
Fez parte também da Seleção Chilena que disputou o Campeonato Mundial Sub-20 de 2007 no Canadá.

## Estatísticas
Até 26 de fevereiro de 2012.

### Clubes
| Clube                | Temporada         | Campeonato nacional | Campeonato nacional | Copa nacional[a] | Copa nacional[a] | Competições continentais[b] | Competições continentais[b] | Outros torneios[c] | Outros torneios[c] | Total | Total |
| Clube                | Temporada         | Jogos               | Gols                | Jogos            | Gols             | Jogos                       | Gols                        | Jogos              | Gols               | Jogos | Gols  |
| -------------------- | ----------------- | ------------------- | ------------------- | ---------------- | ---------------- | --------------------------- | --------------------------- | ------------------ | ------------------ | ----- | ----- |
| Universidad Católica | 2007              | 0                   | 0                   | 0                | 0                | —                           | —                           | —                  | —                  | 0     | 0     |
| Universidad Católica | 2008              | 0                   | 0                   | 0                | 0                | 2                           | 0                           | —                  | —                  | 2     | 0     |
| Universidad Católica | 2009              | 34                  | 1                   | 0                | 0                | —                           | —                           | —                  | —                  | 34    | 1     |
| Universidad Católica | 2010              | 21                  | 1                   | 0                | 0                | 8                           | 0                           | —                  | —                  | 29    | 1     |
| Universidad Católica | 2011              | 30                  | 4                   | 6                | 1                | 12                          | 0                           | —                  | —                  | 48    | 5     |
| Universidad Católica | 2012              | 15                  | 0                   | 2                | 1                | 11                          | 1                           | —                  | —                  | 28    | 2     |
| Universidad Católica | Total             | 100                 | 6                   | 8                | 2                | 33                          | 1                           | —                  | —                  | 141   | 9     |
| Total na carreira    | Total na carreira | 100                 | 6                   | 8                | 2                | 33                          | 1                           | 0                  | 0                  | 141   | 9     |

- a. ^ Jogos da Copa Chile
- b. ^ Jogos da Copa Libertadores e Copa Sul-Americana
- c. ^ Jogos do Jogo amistoso

## Títulos
Universidad Católica
- Campeonato Chileno: 2010
- Copa Noche del campeón: 2011
- Copa Chile: 2011